# 普兰肯费尔斯
普兰肯费尔斯是德国巴伐利亚州的一个市镇。总面积14.01平方公里，总人口869人，其中男性445人，女性424人（2011年12月31日），人口密度62人/平方公里。